# Dryomyza ecalcarata
Dryomyza ecalcarata är en tvåvingeart som beskrevs av Hiromu Kurahashi 1981. Dryomyza ecalcarata ingår i släktet Dryomyza och familjen buskflugor. Inga underarter finns listade i Catalogue of Life.